# Zikmund Alfons z Thunu
Zikmund Alfons hrabě z Thunu (italsky Sigismondo Alfonso Thun, německy Sigmund Alphons von Thun, 7. listopadu 1621, zámek Thun - 2. února 1677, Trident) byl římskokatolický duchovní z jihotyrolského hraběcího rodu Thunů, od roku 1663 kníže-biskup brixenský a od roku 1668 až do své smrti kníže-biskup tridentský.

## Životopis

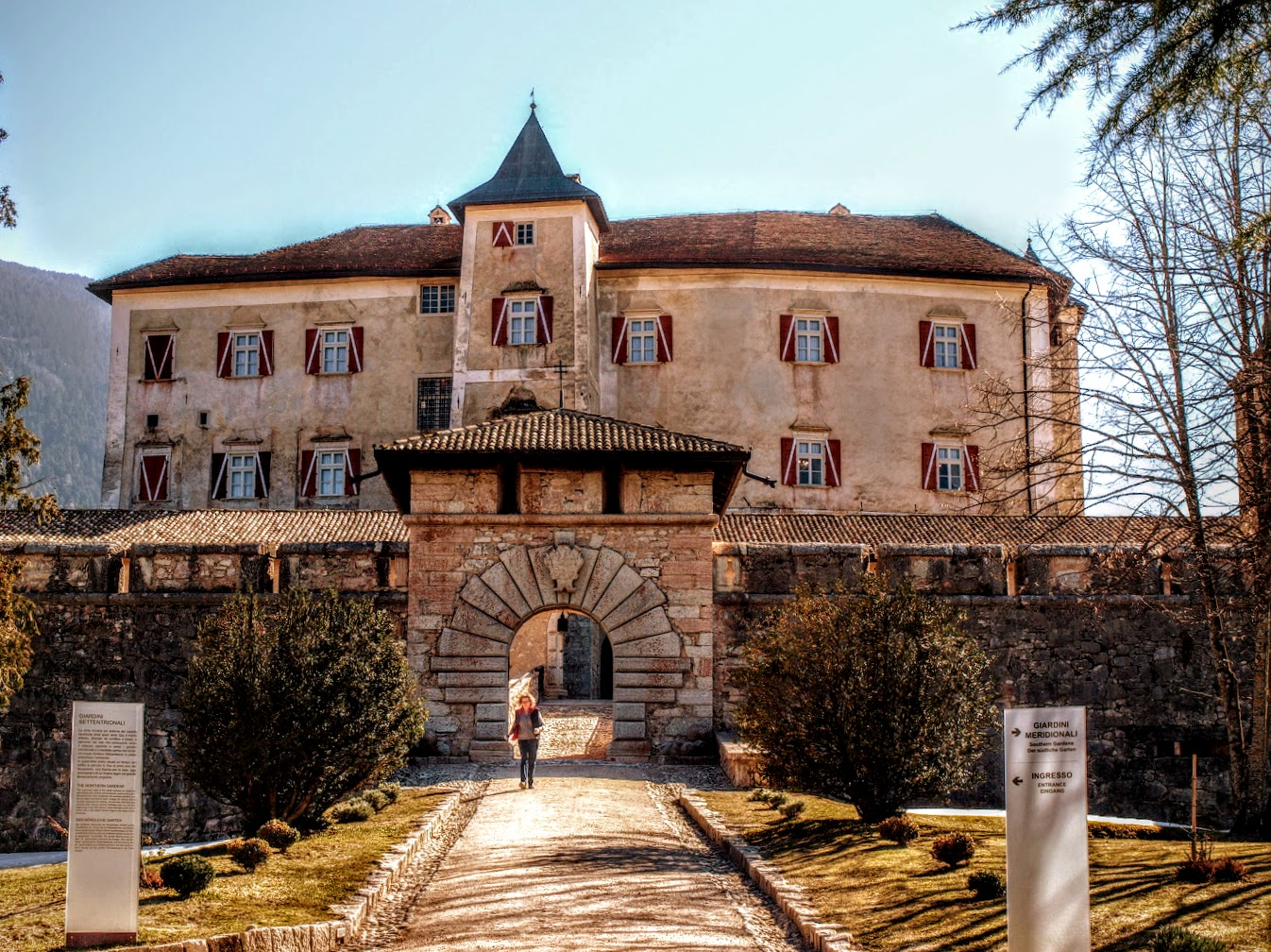
Rodový hrad Thun, místo narození Zikmunda Alfonse.

Zikmund Alfons z Thunu se narodil 7. listopadu 1621 na rodovém zámku Thun v Jižním Tyrolsku. Jeho rodiči byli Wolfgang Dětřich z Thunu a Markéta hraběnka z Castell Bragheru. Pocházel z hlavní rodové větve, která byla roku 1629 povýšena do říšského hraběcího stavu.
Zikmund Alfons studoval v letech 1641 až 1646 na Collegiu Germanicu v Římě. Roku 1637 se po návratu svého strýce Kryštofa Reinharda z Thunu stal katedrálním správcem v Brixenu a Tridentu, a roku 1641 se stal brixenským kapitulním děkanem. 24. srpna 1646 byl v Brixenu vysvěcen na kněze a 5. července 1652 byl tridentským biskupem Carlem Emanuelem Madruzzem jmenován arcijáhnem.
Zemřel 2. února 1677 v tridentském biskupském paláci Buonconsiglio.